# Genesis (제네시스의 음반)
| 전문가 평가                   | 전문가 평가       |
| 평가 점수                     | 평가 점수         |
| 출처                          | 점수              |
| ----------------------------- | ----------------- |
| AllMusic                      | [ 1 ]             |
| Kerrang!                      | (very favourable) |
| Rolling Stone                 | [ 3 ]             |
| The Rolling Stone Album Guide | [ 4 ]             |

《Genesis》는 영국의 록 밴드 제네시스의 열두 번째 스튜디오 음반으로, 1983년 10월 3일, 영국의 카리스마와 버진 레코드, 미국과 캐나다의 애틀랜틱 레코드가 발매했다. 1982년 라이브 음반 《Three Sides Live》를 후원하는 투어를 마친 후, 제네시스는 1983년 봄 새 음반을 녹음하기 위해 재결성하기 전까지 8개월간의 휴식을 취했다. 이 곡은 서리주 치딩폴드에 있는 더 팜이라는 이름의 스튜디오에서 처음으로 작사/작곡한 곡으로, 사전에 아무것도 쓰지 않은 채 스튜디오에서 잼 세션을 통해 곡이 개발되었다. 휴 패덤은 그들의 엔지니어로 돌아왔다.
《Genesis》는 발매 당시 이 그룹의 가장 큰 상업적 성공이었고, 영국 음반 차트에서 1위에 오른 이 밴드의 세 번째 연속 음반이 되었다. 또한 미국 빌보드 200에서 9위에 올랐으며, 400만 장 이상이 팔렸다. 1983년과 1984년 사이에 다섯 개의 싱글이 발매되었고, 〈Mama〉는 리드 싱글이었고 영국에서 가장 높은 차트인 제네시스 싱글로 4위에 올랐다. 〈Mama〉가 미국 차트에서 주춤하는 동안, 후속 싱글 〈That's All〉은 1위에 올랐다. 6위를 차지했고 밴드의 첫 미국 톱 10 히트곡이 되었다. 이 밴드는 1983년과 1984년에 이 음반을 순회했으며, 이 음반에서 콘서트 비디오 The Mama Tour를 구성했다. 1985년, 이 음반은 그래미 어워드에서 보컬과 함께 듀오 또는 그룹에 의한 최고의 록 공연 후보에 올랐고 〈Second Home by the Sea〉는 최고의 록 인스트루멘털 공연 후보에 올랐다. 2007년, 이 음반은 새로운 스테레오와 5.1 서라운드 사운드 믹스로 재발매되었다.

## 배경
1982년 10월, 드러머 겸 가수 필 콜린스, 키보디스트 토니 뱅크스, 기타리스트 겸 베이시스트 마이크 러더퍼드의 제네시스 라인업이 라이브 드러머 체스터 톰슨과 라이브 기타리스트 대릴 스터머와 함께 밴드의 세 번째 라이브 음반인 《Three Sides Live》를 지원하기 위해 두 달 간의 북미와 유럽 투어를 마무리했다. 그들은 또한 제네시스 오리지널 프론트맨이자 가수인 피터 가브리엘과 전 기타리스트인 스티브 해킷과 함께 Six of the Best라는 제목의 일회성 공연을 가브리엘의 세계 음악 축제 워매드를 위한 기금을 모으기 위해 공연했다. 그리고 나서 제네시스는 밴드가 그들의 솔로 프로젝트를 추구하는 비활동의 시기에 접어들었다.

## 커버 아트
커버 아트는 《Abacab》 (1981년)에 대한 삽화를 제작한 영국의 예술가 빌 스미스에 의해 디자인되었다. 앞면 사진은 그의 한 살배기 아들이 잠자리에 든 후 카펫 위에 남겨진 모양 분류 장난감의 모양에서 유래했다.

## 곡 목록
모든 곡들은 토니 뱅크스, 필 콜린스 그리고 마이크 러더퍼드에 의해 작사/작곡하였다.
| #  | 제목                       | 재생 시간 |
| -- | -------------------------- | --------- |
| 1. | 〈Mama〉                   | 6:52      |
| 2. | 〈That's All〉             | 4:25      |
| 3. | 〈Home by the Sea〉        | 5:08      |
| 4. | 〈Second Home by the Sea〉 | 6:06      |

| #  | 제목                       | 재생 시간 |
| -- | -------------------------- | --------- |
| 1. | 〈Illegal Alien〉          | 5:17      |
| 2. | 〈Taking It All Too Hard〉 | 3:58      |
| 3. | 〈Just a Job to Do〉       | 4:47      |
| 4. | 〈Silver Rainbow〉         | 4:31      |
| 5. | 〈It's Gonna Get Better〉  | 5:14      |

## 인증
| 국가                                                  | 인증        | 판매량/출하량 |
| ----------------------------------------------------- | ----------- | ------------- |
| 프랑스 (SNEP)                                         | 플래티넘    | 300,000*      |
| 독일 (BVMI)                                           | 플래티넘    | 500,000^      |
| 네덜란드 (NVPI)                                       | 골드        | 50,000^       |
| 뉴질랜드 (RMNZ)                                       | 플래티넘    | 15,000^       |
| 스위스 (IFPI 스위스)                                  | 2× 플래티넘 | 100,000^      |
| 영국 (BPI)                                            | 2× 플래티넘 | 600,000^      |
| 미국 (RIAA)                                           | 4× 플래티넘 | 4,000,000^    |
| *판매량을 기반으로 한 인증 ^출하량을 기반으로 한 인증 |             |               |